# CMP-N-acetilneuraminato monoossigenasi
La CMP-N-acetilneuraminato monoossigenasi è un enzima appartenente alla classe delle ossidoreduttasi, che catalizza la seguente reazione:
CMP-N-acetilneuraminato + 2 ferrocitocromo b5 + O2 + 2 H+ ⇄ CMP-N-glicoloilneuraminato + 2 ferricitocromo b5 + H2O
Questo enzima contiene sia un centro di tipo Rieske [2Fe-2S] che un secondo centro ferrico. Il ferricitocromo b5 prodotto è ridotto a NADH dalla citocromo-b5 reduttasi (numero EC 1.6.2.2). L'enzima è attivato dal Fe2+ o dal Fe3+.